# Nordische Kombination

Olympisches Piktogramm für die Nordische Kombination

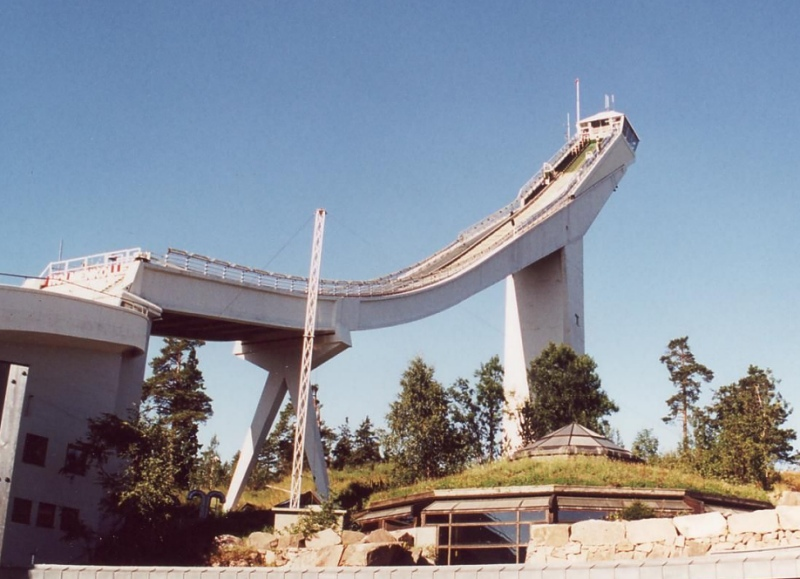
Skisprungschanze

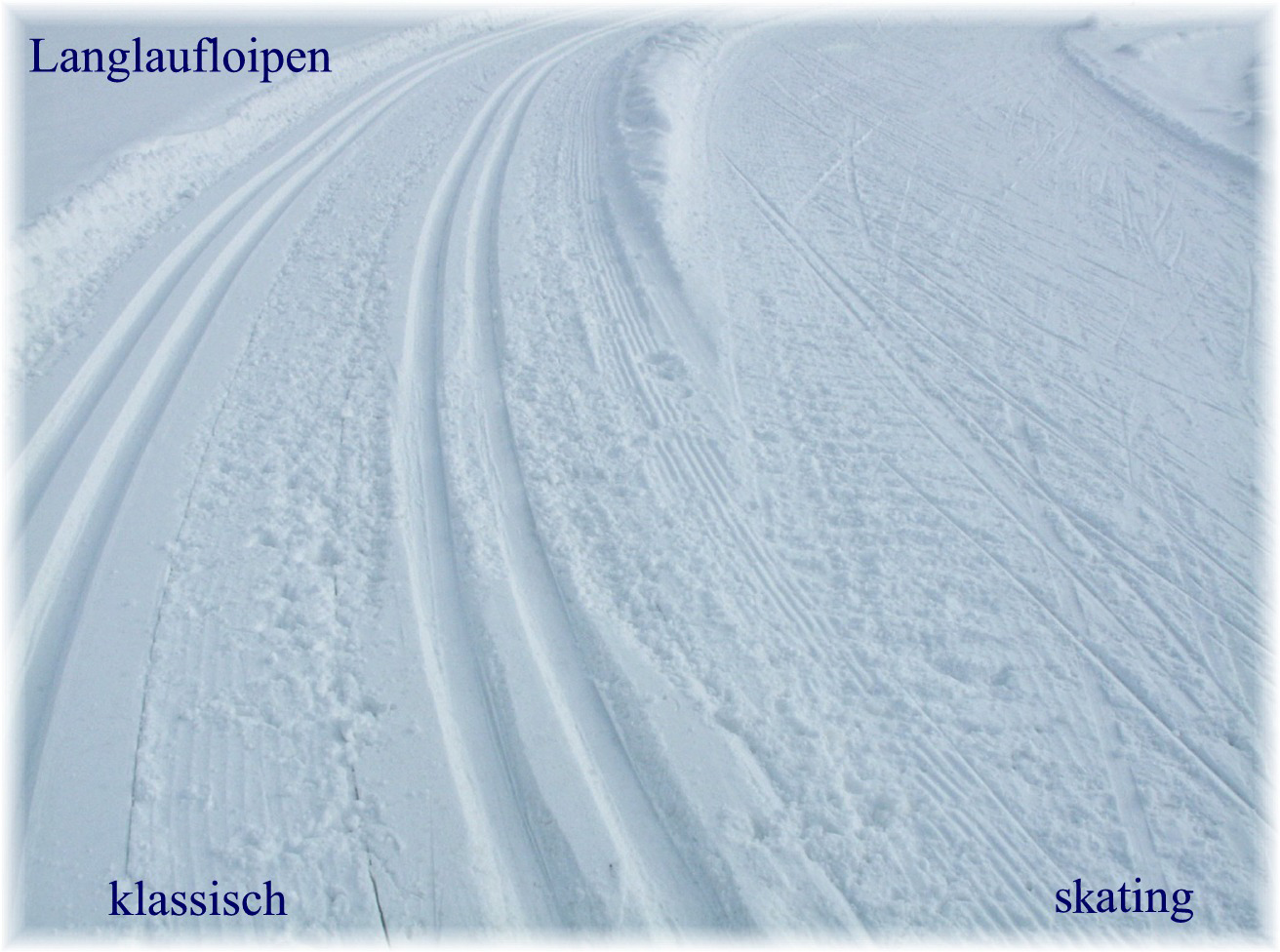
Langlaufloipe

Die Nordische Kombination ist eine Wintersportart, die die beiden Einzeldisziplinen Skispringen (in der Nordischen Kombination auch Sprunglauf genannt) und Skilanglauf kombiniert. Diese Mehrkampfsportart gilt als „Königsdisziplin“ des Nordischen Skisports.
In der Nordischen Kombination werden verschiedene Wettbewerbe ausgetragen: Einzelrennen, Sprint, Staffel und Teamsprint. Die wichtigsten Wettbewerbe werden vom Weltverband FIS organisiert. Seit der Saison 2020/21 werden mit der Austragung des ersten Weltcups auch für Frauen auf höchster Ebene Wettkämpfe in der Nordischen Kombination abgehalten, was im ersten Frauenwettbewerb bei den Nordischen Skiweltmeisterschaften 2021 in Oberstdorf gipfelte. Allerdings bleiben die Frauen zunächst weiterhin von den Olympischen Winterspielen ausgeschlossen.

## Geschichte

### Herausbildung
Die Nordische Kombination (NK) entstand wie alle modernen Nordischen Skisportarten in Norwegen. Erste Wettkämpfe sind aus Norwegen mit dem Springen am Huseby-Hügel 1887 dokumentiert, bei dem Sprungweiten um 20 m erzielt wurden. Gleich anschließend an das Springen mussten die Aktiven einen Lauf absolvieren. In vielen Ländern zählte lange Zeit allein die NK für eine Vergabe eines Meistertitels, beispielsweise in Deutschland laut Statistik zwischen 1905 und 1927. Erst ab etwa 1930 entwickelten sich die Einzeldisziplinen Langlauf und Springen zu gesonderten Sportarten.

### Nordische Kombination bei Olympischen Spielen
Seit 1924 ist die Nordische Kombination im Programm der Olympischen Winterspiele (OWS); zunächst mit einem 18-km-Lauf und einem Sprung von der Normalschanze. Später wurde der Lauf verkürzt und bald kam das Springen von der Großschanze hinzu. Allerdings wurde 1924 in Chamonix nur ein Einzelrennen ausgetragen, das der Norweger Thorleif Haug vor zwei Landsleuten für sich entscheiden konnte. Auch in den Folgejahren bis zum Zweiten Weltkrieg wurde die Sportart von den Norwegern dominiert. So wurden bei jeder Austragung sämtliche Medaillen an Norwegen vergeben. Die norwegische Dominanz änderte sich erst langsam ab 1948, als die Reihenfolge der Disziplinen umgekehrt wurde. Seitdem wird zuerst gesprungen und danach gelaufen. Nur bei dem später hinzugekommenen Massenstart gilt erst Laufen, dann Springen. Zudem galt erst ab 1956, dass der Kombinationslanglauf vom Speziallanglauf getrennt wurde. Zur Teilnahme an Olympischen Spielen müssen sich die Anwärter erst in ihren Ländern bei nationalen Wettkämpfen und durch die Teilnahme an Weltcupwettbewerben qualifizieren. Die 50 Besten aus dem aktuellen Weltcup dürfen an den OWS teilnehmen.

### Nordische Kombination bei Weltmeisterschaften
Seit 1981 werden bei Weltmeisterschaften zusätzlich Mannschaftswettkämpfe ausgetragen. Bis 2004 war die Nordische Kombination ausschließlich ein Männerwettbewerb. – Bis 1980 zählte der Olympiasieg auch als Weltmeistertitel. Seitdem finden im Jahr der Olympischen Winterspiele keine Weltmeisterschaften statt, es gibt also keine Champions.
Im Laufe der Jahre wurden die Punktetabellen sowie die Anzahl der Sprünge und die Länge der Langlaufstrecke mehrfach verändert. Eine große Veränderung in der Nordischen Kombination brachten schließlich die Olympischen Winterspiele von 1988 in Calgary, als erstmals die Gundersen-Methode zur Anwendung kam. Nach dieser Methode wird der Punkterückstand aus dem Springen in einen Zeitrückstand für das Laufen umgerechnet, sodass der Sieger mit dem Überfahren der Ziellinie feststeht. Dies macht die Nordische Kombination für die Zuschauer attraktiver. Außerdem wurde bei den Olympischen Spielen von 1988 ein Mannschaftswettbewerb eingeführt. Danach liefen zuerst drei Athleten einer Mannschaft eine 10-km-Strecke. Seit den Olympischen Winterspielen von 1998 in Nagano besteht das Team im Mannschaftswettbewerb aus vier Kombinierern mit einer Laufdistanz von jeweils 5 km.
Als jüngster Wettbewerb bei internationalen Wettkämpfen kam bei den Nordischen Skiweltmeisterschaften von 1999 der Sprint hinzu. Hierbei werden nur ein Sprung von der Schanze und eine Laufstrecke von 7,5 km absolviert. Ab den Olympischen Winterspielen von 2002 in Salt Lake City war auch diese Disziplin olympisch.

### Nordische Kombination bei anderen Wettbewerben
Seit der Saison 1983/1984 wird von der FIS, dem Dachverband für alle Leistungssportarten auf Skiern, ein Weltcup der Nordischen Kombination veranstaltet. Neben den olympischen Disziplinen finden hier regelmäßig Massenstart-Rennen, wenn auch nur von geringer Anzahl, statt. Seit 1985 wird die Langlaufdisziplin in der freien Technik ausgetragen. Am 3. Januar 2007 wurde erstmals in der Weltcupgeschichte ein Teamsprint im bayerischen Ruhpolding veranstaltet.

## Disziplinen
In der Nordischen Kombination werden verschiedene Disziplinen ausgetragen, die zwar dem gleichen Grundprinzip folgen, sich aber durch unterschiedliche Regeln und Berechnungsmethoden voneinander unterscheiden. Zurzeit (Stand Winter 2013/2014) sind mit dem Einzelrennen und der Team-Staffel zwei Disziplinen olympisch.
Für die Kleidung und die Skier gelten die entsprechenden Regeln vom Skispringen und Skilaufen.

### Aktuelle Wettkampfformate

#### Traditionelles Einzelrennen (Individual Gundersen)
Beim traditionellen Einzelrennen absolvieren die Kombinierer einen Sprunglauf von einer Normal- oder Großschanze und gehen anschließend in einen 10-km-Langlauf. Der Sprunglauf besteht aus einem Durchgang, wobei die Athleten Punkte erhalten. Auf der Normalschanze (K75–K99) werden je Meter 2 Punkte und auf der Großschanze (> K99) 1,2 Punkte je Meter gutgeschrieben. Die Punktevergabe in der Nordischen Kombination unterscheidet sich damit von der Punktevergabe bei den Spezialspringern, wo mit 1,8 Punkten pro Meter gerechnet wird. Die Punkteabstände werden nach der sogenannten Gundersen-Methode in Laufrückstände umgerechnet. Dabei entsprechen 2 Punkte 8 Sekunden, 15 Punkte einer Minute, oder anders ausgedrückt, 1 Meter auf der Großschanze 4,8 Sekunden Zeitabstand.
Mit diesen Zeitabständen werden die Athleten anschließend in die Loipe geschickt, sodass der Sieger des Springens zuerst startet. Die anderen Kombinierer folgen in den entsprechenden Abständen, wobei im Falle größerer Zeitrückstände ein Wellenstart erfolgen kann. Dabei starten die Läufer ab einem bestimmten Zeitrückstand gleichzeitig, behalten jedoch ihre Rückstände rechnerisch. Der Athlet, der als Erster die Ziellinie überquert, hat die Kombination gewonnen.
Seit der Weltcup-Saison 2006/07 waren für den zweiten Durchgang des Springens nur noch die 35 Besten des ersten Durchgangs startberechtigt. Dies soll den Wettbewerb insgesamt verkürzen und für die Zuschauer interessanter gestalten.
Vor der Einführung der Gundersen-Methode unterlag das Einzelrennen mehreren Regeländerungen. Bis zu den Olympischen Winterspielen von 1952 wurde zuerst ein 18-km-Langlauf abgehalten und danach gesprungen. Die Laufstrecke wurde schließlich Anfang der 1950er-Jahre auf 15 km verkürzt. Die Laufzeit aus dem Langlauf wurde dann in Punkte umgerechnet und mit den auf der Schanze erreichten Punkten addiert. Der Athlet mit der höchsten Punktzahl hatte den Wettkampf gewonnen. Eine noch frühere Methode der Punkteberechnung war folgende: Der schnellste Läufer erhielt 20 Punkte, danach gab es pro Minute Rückstand 0,25 Punkte Abzug. Aus den beiden Teilergebnissen wurde anschließend das Mittel berechnet. Auch hier war die höchste Punktzahl ausschlaggebend. Erst seit der Einführung der Gundersen-Methode im Jahr 1988 besteht das Einzelrennen in der heutigen Form. Das traditionelle Einzelrennen wurde nach der Saison 2007/2008 im Zuge der Neustrukturierung der Wettkampfformate aus dem Kalender gestrichen. Nachdem immer wieder die Wiedereinführung gefordert wurde, wurde es 2013 beim Saisonfinale als Champions-Race ausgetragen und wird ab 2014 als Finale des Nordic Combined Triple ausgetragen. Ansonsten wird dieser Wettkampf nicht ausgetragen.

#### Neues Einzelrennen (Individual Gundersen)
Da das traditionelle Einzelrennen in den Augen der FIS zu lang und unübersichtlich war, wurde es im Jahr 2008 durch ein kürzeres Format ersetzt. Hier absolvieren die Athleten einen Sprung und anschließend einen 10-km-Langlauf. Seitdem wird in der Nordischen Kombination bei Weltmeisterschaften, Olympischen Spielen und im Weltcup hauptsächlich dieses Format durchgeführt. Bei Weltmeisterschaften oder Olympischen Spielen gibt es diesen Wettkampf sogar zweimal (von Normal- und Großschanze).

#### Sprint
Der Sprintwettkampf stellt letztlich ein verkürztes Einzelrennen dar. Im Gegensatz zu diesem wird nur ein Sprung von der Schanze durchgeführt und der Langlauf geht über 7,5 km. Bei der Umrechnung der Sprungergebnisse in Zeitabstände entsprechen ebenfalls 15 Punkte einer Minute. Auch hier ist Sieger, wer beim Laufwettbewerb als erster das Ziel erreicht.
Seit der Saison 2006/2007 kam als weitere Sprintvariante der Kompaktsprint hinzu. Dieser wird als normaler oder als Hurricane Sprint ausgetragen, wobei aber die Zeit zwischen dem letzten Springer und dem Laufstart nur noch 20 Minuten beträgt. Die Kombinierer ziehen sich hierbei unmittelbar nach ihrem Sprung für den Langlauf um und gehen direkt zum Warmlaufen. Der Sprint wurde nach der Saison 2007/2008 im Zuge der Neustrukturierung der Wettkampfformate aus dem Kalender gestrichen. Ab der Saison 2014 taucht er wieder als Prolog des Nordic Combined Triple im Kalender auf, jedoch beträgt die Laufstrecke hier nur 5 km. Ansonsten findet er nicht statt.

#### Team-Gundersen
Beim Mannschaftswettkampf findet nach einem Team-Springen ein Staffellauf statt. Dabei hat jeder Starter einen Sprung und einen 5-km-Langlauf zu absolvieren. Die Anzahl der Athleten im Team richtet sich dabei nach der Art der Wettkampfveranstaltung. Während bei Olympischen Winterspielen und der Nordischen Skiweltmeisterschaft die Mannschaft aus vier Kombinierern besteht, gehen im Weltcup drei Athleten an den Start. Das Springen wird wie im Einzelrennen in zwei Durchgängen bewertet, wobei jeder Athlet in seiner jeweiligen vom Trainer bestimmten Platznummerngruppe springt. Hingegen sind die Startnummern der einzelnen Teams bei Olympischen Spielen und Weltmeisterschaften vom vorherigen Ergebnis bzw. im Weltcup von der aktuellen Nationenwertung abhängig.
Nach dem Springen werden die von den Athleten einer Mannschaft aus dem einen Sprung erreichten Punkte berechnet und nach der Gundersen-Methode in Zeitrückstände umgerechnet. Dabei entsprechen bei Olympischen Spielen und Weltmeisterschaften 60 Punkte auf der Schanze einer Minute in der Loipe. Im Weltcup hingegen bedeuten bereits 45 Punkte eine Minute Zeitrückstand. Im anschließenden Staffel-Langlauf gehen die Teilnehmer eines Teams jeweils nacheinander auf die 5-km-Langlaufstrecke, wobei der erste Starter mit dem entsprechenden Zeitrückstand auf das führende Team startet. Es gewinnt die Mannschaft, deren Schlussläufer als erster im Ziel ist. Dieses Format wird regelmäßig im Weltcup ausgetragen und bei Weltmeisterschaften und Olympischen Spielen entweder von der Großschanze oder Normalschanze.

#### Mixed-Staffel
Seit der WM 2023 gibt es in der Norischen Kombination die Mixed-Staffel. Zwei Männer und zwei Frauen bestreiten das Skispringen (bisher von der Normalschanze). Dadurch wird die Reihenfolge für den Langlauf fest gelegt. Die Sportler und Sportlerinnen starten dann in den durch die Gundersen-Methode errechneten Zeitabständen. Im Mixed werden insgesamt 15 km gelaufen – die Männer laufen 2 × 2,5 km, die Frauen 1 × 2,5 km. Die Startreihenfolge beim Langlauf: An Position 1 startet ein Kombinierer, an den Positionen 2 und 3 jeweils die Kombinierinnen und an Position 4 wieder der Kombinierer. Es gewinnt das Team, das als erstes die Ziellinie überquert.

#### Individual Compact Race
Seit November 2023 ist als neue Disziplin das „Individual Compact Race“ eingeführt worden.
Die Athleten springen dabei erst von der Schanze. Dann laufen sie, anders als im klassischen Gundersen, nur 7,5 Kilometer statt zehn Kilometer. Zudem sind die Abstände im Laufen enger festgelegt. So geht der Führende nach dem Springen als Erstes in die Loipe und hat sechs Sekunden Vorsprung auf den zweiten Sportler. Der dritte Athlet startet mit einem Rückstand von zwölf Sekunden, der Vierte läuft 17 Sekunden nach dem Ersten los und der Fünfte hat 22 Sekunden Rückstand nach vorne. Danach werden die Rückstände bis Rang 48 immer kleiner und betragen maximal 1:30 Minuten.

#### Massenstart
Der Massenstart zeichnet sich dadurch aus, dass die beiden Einzeldisziplinen der Nordischen Kombination entgegen den anderen Wettbewerben in umgedrehter Reihenfolge, und somit nicht nach der Gundersen-Methode, abgehalten werden. Zuerst erfolgt ein Langlauf über 10 km, zu dem alle Athleten gleichzeitig starten. Die erreichten Laufzeiten werden danach in Punkte umgerechnet, wobei eine Minute Laufrückstand 15 Punkten (1 Punkt entspricht somit 4 Sekunden) entspricht. Der Laufsieger erhält 120 Punkte.
Nach dem Lauf folgen zwei Sprünge von der Schanze, für die die Athleten Punkte erhalten. Im Gegensatz zu den anderen Wettbewerben werden jedoch beim Springen im Massenstart keine Haltungsnoten vergeben, so dass nur die gesprungene Weite zählt. Allerdings erfolgen Punktabzüge, wenn der Aufsprung nicht im Telemarkstil erfolgt oder der Springer stürzt. Beim nicht gestandenen Telemark werden 4 Punkte auf der Normalschanze bzw. 4,5 Punkte auf der Großschanze abgezogen. Bei gestürzten Sprüngen betragen die Abzüge 10 Punkte bei der Normalschanze und 10,5 Punkte bei der Großschanze.
Sieger ist der Athlet, der nach den beiden Sprüngen die höchste Punktzahl aus den Sprungweiten und den umgerechneten Laufzeiten hat. Der Massenstart wurde nach der Saison 2007/2008 im Zuge der Neustrukturierung der Wettkampfformate aus dem Kalender gestrichen. Da es jedoch schon Verträge für die Weltmeisterschaften in Liberec gab, fand der Massenstart in der Saison 2008/2009 noch einmal in Val di Fiemme und bei den Nordischen Skiweltmeisterschaften 2009 zum ersten und bis auf weiteres einzigen Mal statt.
Im Dezember 2018 erfolgte die Wiederaufnahme in den Rennkalender zur Saison 2018/19. Allerdings werden nun Haltungsnoten vergeben.

### Nicht aktuelle Wettkampfformate

#### Teamsprint
Beim Teamsprint, der auch als Kombinations-Omnium bzw. Kombinationssprint bezeichnet wird, besteht ein Team aus zwei Athleten, von denen jeder zunächst einen oder zwei Sprünge von der Schanze absolvieren muss. Wie beim Mannschaftswettbewerb werden die erreichten Punkte beider Kombinierer addiert und in Zeitrückstände auf das führende Team umgerechnet. Dabei entsprechen 30 Punkte Rückstand auf der Schanze einer Minute Zeitrückstand in der Loipe.
Nach dem Springen folgt ein 15-km-Langlauf, bei dem sich die Teammitglieder, anders als bei der Team-Gundersen-Variante, nach jeder Runde durch Körperberührung innerhalb der Wechselzone abwechseln. Die Länge der Runde variiert je nach dem Veranstaltungsort zwischen 1000 m und 1250 m. Dabei besteht für den gerade nicht laufenden Athleten die Möglichkeit, seine Ski neu präparieren zu lassen. Eine Besonderheit liegt zudem darin, dass nach jeder gelaufenen Runde das jeweils letzte Team aus dem Rennen genommen wird, wobei in der Schlussrunde noch mindestens sieben Teams übrig bleiben müssen. Dadurch sollen auch die Platzierungskämpfe auf den hinteren Positionen für die Zuschauer interessanter werden. Es gewinnt das Team, dessen Schlussläufer als erster das Ziel erreicht.
Bei der Nordischen Ski-WM 2023 wurde der Teamsprint zu Gunsten einer erstmals ausgetragenen Mixed-Staffel gestrichen.

#### Penalty Race
Das Penalty Race ist eine vom Biathlon inspirierte Disziplin, die in der Saison 2011/12 zum ersten Mal in Lillehammer durchgeführt wurde. Dabei absolviert zuerst jeder Athlet einen Sprung von der Normal- oder Großschanze, bei dem er eine gewisse Mindestweite erreichen muss. Die qualifizierten Athleten werden je nach Sprungweite in Gruppen unterteilt, die jeweils eine gewisse Anzahl an Strafrunden zu laufen haben (je schlechter der Sprung, umso mehr Strafrunden). Der Sprungsieger bekommt dabei 10 Sekunden Vorsprung auf das restliche Feld, welches im Massenstart startet. Die Strafrunden dürfen dabei am Ende jeder einzelnen Runde auf der Loipe eingelöst werden. Sieger ist jener Athlet, der als erster nach fünf Runden die Ziellinie überquert. Nach der Saison 2012/2013 wurde das Format wegen Unübersichtlichkeit wieder aus dem Kalender gestrichen.

#### Hurricane Sprint
Eine Besonderheit war zudem der Hurricane-Sprint. Dieser entspricht dem Sprintwettkampf, wobei hier der Unterschied in der Startformation liegt. Beim Hurricane-Sprint wird aus einer Spiralform gestartet. Der Punkterückstand aus dem Springen wird hier nicht in Zeit, sondern in Meterabstände umgerechnet. Dabei entsprechen 30 Punkte gleich 360 Meter. Bei dieser Variante ist es somit möglich, dass alle Kombinierer gleichzeitig starten, wobei nur der Sprungsieger eine Distanz von 7,5 km zurückzulegen hat. Aufgrund des Platzbedarfes der Startformation konnte diese Art des Sprints nur in größeren Stadien durchgeführt werden, sodass der Wettkampf nur vereinzelt im Weltcup stattfand. Nach nur einer Saison verschwand er wieder aus dem Weltcupkalender.

## Wettkämpfe

### Männer

#### Olympische Winterspiele
Die Nordische Kombination ist seit den Olympischen Winterspielen von 1924 in Chamonix im olympischen Programm. Zunächst war jedoch nur der Einzelwettkampf olympisch. Bei diesem wurde, im Gegensatz zum heutigen Individual Gundersen, zuerst ein 18-km-Langlauf abgehalten und danach gesprungen. Die erreichten Punkte aus beiden Sportarten wurden addiert und der Athlet mit der höchsten Punktzahl gewann. Bei den Olympischen Winterspielen von 1952 wurde die Reihenfolge der Disziplinen schließlich umgedreht. Die Umrechnung der Laufzeit in Punkte wurde bis zur Einführung der Gundersen-Methode bei den Olympischen Winterspielen von 1988 in Calgary beibehalten. Die Verkürzung der Laufstrecke auf 15 km erfolgte dagegen bereits bei den Olympischen Winterspielen von 1956.
Seit den Olympischen Winterspielen von 1988 wird auch ein Mannschaftswettbewerb ausgetragen. Die drei Teilnehmer absolvierten je zwei Sprünge von der Normal-Schanze, die zwei besten Sprünge kamen in die Wertung. Dabei werden die Punktabstände zur führenden Mannschaft in Zeiten umgerechnet (9 Punkte = 1 Minute). Beim darauf folgenden Lauf – die am Springen beteiligten Sportler müssen auch den Lauf absolvieren, da es keine Ersatzmöglichkeit gibt – startet als erster Läufer in der 4 × 5-km-Staffel (bis 1999: 3 × 10 km) der Sprungsieger, die Startläufer der übrigen Mannschaften im entsprechenden Zeitabstand. Die zuerst eintreffende Mannschaft ist damit auch Sieger des Wettkampfes. Seit etwa 2001 kann auch von der Großschanze gesprungen werden.
Seit den Olympischen Winterspielen von 1998 in Nagano besteht das Team aus vier Kombinierern. Bei den Olympischen Winterspielen von 2002 in Salt Lake City kam ein dritter Wettbewerb, der Sprint, hinzu.
Seit den Olympischen Winterspielen von 2010 werden im Einzel zwei Wettkämpfe nach der Gundersen-Methode durchgeführt. Hierbei wird ein Sprung von der Groß- oder Normalschanze und anschließend ein 10-km-Langlauf durchgeführt.
| Olympia                 | 24 | 28 | 32 | 36 | 48 | 52 | 56 | 60 | 64 | 68 | 72 | 76 | 80 | 84 | 88 | 92 | 94 | 98 | 02 | 06 | 10 | 14 | 18 | 22 |
| ----------------------- | -- | -- | -- | -- | -- | -- | -- | -- | -- | -- | -- | -- | -- | -- | -- | -- | -- | -- | -- | -- | -- | -- | -- | -- |
| Einzel                  | x  | x  | x  | x  | x  | x  | x  | x  | x  | x  | x  | x  | x  | x  | x  | x  | x  | x  | x  | x  |    |    |    |    |
| Team                    |    |    |    |    |    |    |    |    |    |    |    |    |    |    | x  | x  | x  | x  | x  | x  | x  | x  | x  | x  |
| Sprint                  |    |    |    |    |    |    |    |    |    |    |    |    |    |    |    |    |    |    | x  | x  |    |    |    |    |
| Gundersen Normalschanze |    |    |    |    |    |    |    |    |    |    |    |    |    |    |    |    |    |    |    |    | x  | x  | x  | x  |
| Gundersen Großschanze   |    |    |    |    |    |    |    |    |    |    |    |    |    |    |    |    |    |    |    |    | x  | x  | x  | x  |

#### Weltmeisterschaften
Die Weltmeister in der Nordischen Kombination werden bei den Nordischen Skiweltmeisterschaften ermittelt. Bei den ersten Nordischen Skiweltmeisterschaften 1924, die gleichzeitig die ersten Olympischen Winterspiele waren, wurden in der Nordischen Kombination nur Olympiamedaillen vergeben. Der erste Weltmeister in der Nordischen Kombination wurde daher erst 1925 bei den zweiten Nordischen Skiweltmeisterschaften gekürt.
Im Gegensatz zu den anderen Disziplinen des Ski Nordisch waren die Olympiasieger bis zu den Olympischen Winterspielen 1980 nicht gleichzeitig auch Weltmeister.

#### Juniorenweltmeisterschaften
Genauso wie bei den Weltmeisterschaften werden bei den Juniorenweltmeisterschaften die Weltmeister der Junioren ermittelt.

#### Weltcup der Nordischen Kombination
Der Weltcup in der Nordischen Kombination ist eine für Männer jährlich in der Zeit von November bis März ausgerichtete Wettkampfserie. Organisiert werden die Rennen vom Skisport-Weltverband FIS. Seit der Saison 1983/1984 wird dabei der Gesamtweltcupsieger ermittelt. Außerdem gibt es seit der Saison 2000/01 einen Sprintweltcup. Bestandteil des Weltcups ist zudem der mit einer Sonderwertung geführte „Warsteiner Deutschland Grand Prix“.

#### Nordic Combined Triple
Beim Nordic Combined Triple finden an einem Wochenende drei Gundersen-Wettkämpfe statt, deren Teilnehmerfeld beim zweiten Wettbewerb auf die besten 50 und für den letzten Wettkampf auf die besten 30 reduziert wird und deren Punkte- und Zeitdifferenzen für die Startreihenfolge und die Gesamtwertung übernommen werden (analog zur Vierschanzentournee).

#### Sommer-Grand-Prix
Im Sommer wird auf Schanzen mit Matten gesprungen und der Lauf findet mit Inline-Skates statt. Das diente zunächst nur dem Training, daraus hat sich dann der internationale Grand Prix entwickelt. Zwei Sprünge und ein 10-km-Lauf sind dabei ein Wettkampf. Für den Gesamt-Grand-Prix werden 5 Vergleiche durchgeführt und die Ergebnisse addiert. Im Jahr 2001 gewann der Finne Samppa Lajunen diesen Wettbewerb. Anfangs waren die Sommerwettkämpfe gegenüber den Weltcups im Winter kaum vergleichbar, doch von Jahr zu Jahr gewinnt die Wettkampfserie im Sommer auch für die Spitzensportler immer mehr an Bedeutung.

#### Alpencup
Der Alpencup der Nordischen Kombination ist eine unter dem Weltcup und Continental Cup angesiedelte Wettkampfreihe, an der Nachwuchskombinierer teilnehmen. Nachdem die Wettkampfserie lange Zeit nur von der Organisation der Alpenländer-Skiverbände veranstaltet wurde, wird diese seit längerer Zeit von der FIS unterstützt. Dennoch waren die Wettbewerbe meist auf die Mitgliedsländer der OPA begrenzt. Mit der Saison 2020/21 wurden die Wettkämpfe des Alpencups für alle Nationen geöffnet, wobei die Mitgliedsländer der OPA mehr Sporttreibende als die anderen Nationen ins Rennen schicken dürfen. Als Saisonhighlight gelten die Nordischen Skispiele der OPA.

### Frauen

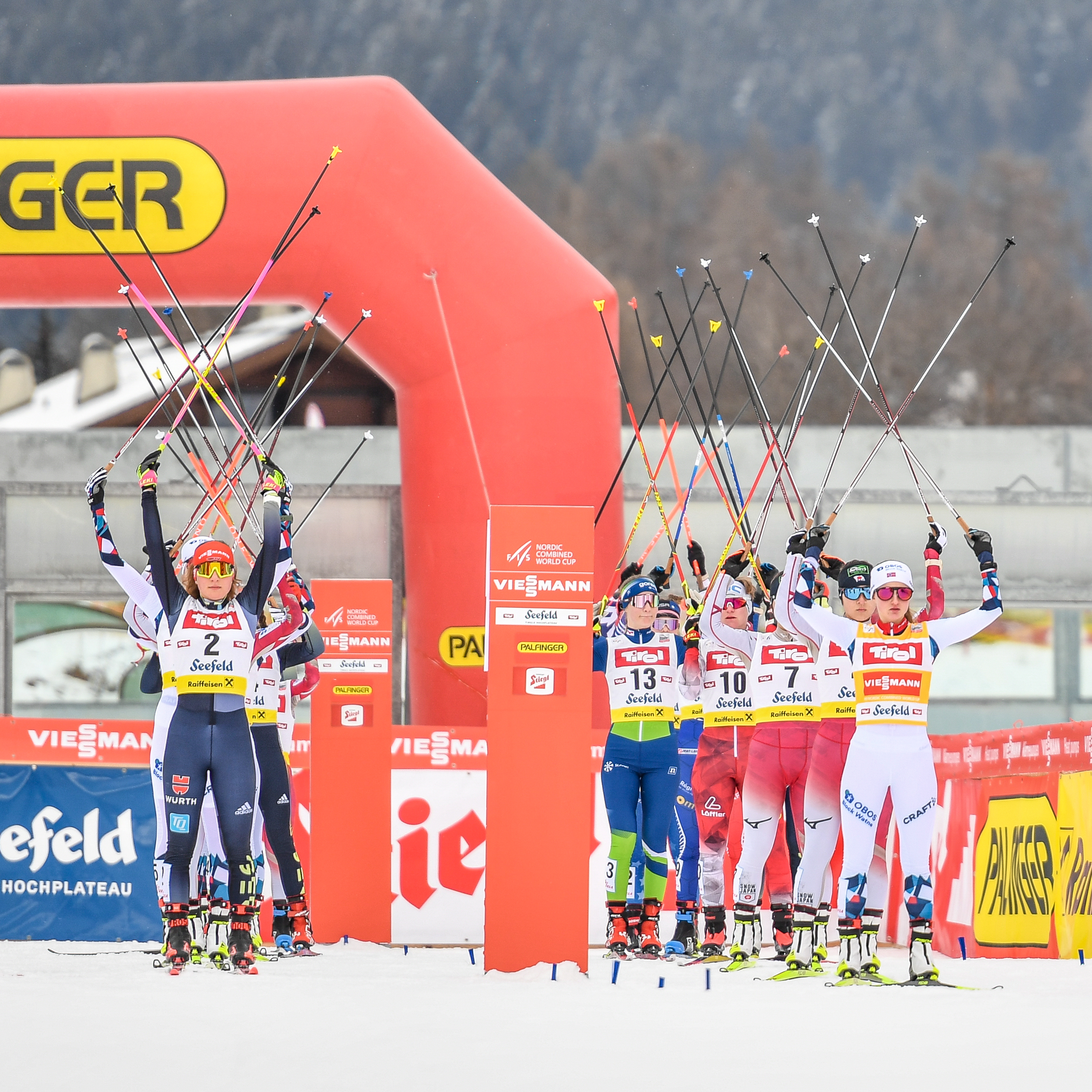
„No eXception“ – Protest gegen den Olympia-Ausschluss (2023)

Im Sommer 2014 gab es in Oberstdorf die ersten vom Ski-Weltverband FIS organisierten Wettbewerbe in der Altersklasse 1996–1999. Die Teilnehmer der FIS-Herbsttagung im Oktober 2014 beschlossen anschließend, den Frauenwettbewerben einen höheren Stellenwert einzuräumen. Zur Saison 2017/18 führte die FIS den Continental-Cup der Frauen ein, der bereits in der zweiten Austragung elf Wettkämpfe umfasste. Zudem wird seit 2019 bei den Nordischen Junioren-Skiweltmeisterschaften auch ein Juniorinnenwettkampf ausgetragen. Erste Siegerin wurde die Japanerin Ayane Miyazaki. Als großer Schritt in der Etablierung des Sports galt die Aufnahme in das Programm der Olympischen Jugend-Winterspiele. Bei der ersten Austragung im Jahr 2020 gewann die Österreicherin Lisa Hirner die Goldmedaille. Eine Aufnahme der Nordischen Kombination für Frauen in das olympische Programm für 2022 wurde vom IOC dagegen abgelehnt. Seit der Saison 2020/21 gibt es eine eigene Weltcup-Serie der Frauen. Der erste Weltcup fand am 18. Dezember 2020 in Ramsau am Dachstein statt. Siegerin war die US-Amerikanerin Tara Geraghty-Moats. Seit 2021 findet ein eigener Wettbewerb bei den Nordischen Skiweltmeisterschaften statt. Das erste WM-Gold gewann am 27. Februar 2021 in Oberstdorf die Norwegerin Gyda Westvold Hansen. Auch die Teilnahme an den Olympischen Winterspielen 2026 lehnte das IOC ab.

## Training für die Nordische Kombination
Bei der Nordischen Kombination müssen zwei Elemente kombiniert werden, die an den entgegengesetzten Enden des Leistungsspektrums liegen: möglichst maximale aerobe Ausdauer und möglich maximale Sprungkraft. Diese Kombination schließt sich eigentlich gegenseitig aus. Der Dauerläufer ist schlank und leicht, der Springer benötigt für die Sprungkraft kräftige leistungsfähige Muskeln. Bei der Analyse des Trainings der weltbesten Nordisch Kombinierten aus Norwegen zeigte sich, dass von den 846±72 Trainingsstunden/Jahr 540±37 h Ausdauertraining und 236±55 h/Jahr aus Nicht-Ausdauertraining bestanden, hiervon 211±44h Sprungtraining mit u. a. 908±165 Skisprüngen bzw. Skisprungimitationen. Mit Ausnahme der Regenerations- und der Übergangsperiode wurden durchschnittlich 4:30 h Kraft- und Sprungtraining pro Woche gemacht.

## Statistik

### Olympische Spiele
Zu Beginn wurden die internationalen Wettkämpfe in der Nordischen Kombination nach Belieben von den Norwegern dominiert. So wurden bei den vier ersten Olympischen Spielen sämtliche Medaillen von norwegischen Kombinierern errungen. Johan Grøttumsbråten gelang sogar bei den Olympischen Winterspielen von 1932 die erfolgreiche Titelverteidigung. Die Dominanz der Norweger wurde schließlich zu Beginn der 1960er Jahre durchbrochen. Mit dem Olympiasieg von Georg Thoma bei den Spielen von 1960 konnten die deutschen Kombinierer auch bei den folgenden Spielen große Erfolge feiern. Bisher einzigartig sind die Leistungen von Ulrich Wehling, der in den Jahren 1972, 1976 und 1980 dreimal in Folge Olympiasieger wurde. Bei den folgenden Olympischen Spielen konnte keine Nation derart mehr der Nordischen Kombination ihren Stempel aufdrücken. Zu den Spielen von 1992 gelang den Franzosen Fabrice Guy und Sylvain Guillaume vor heimischer Kulisse ein unerwarteter Doppelsieg. Für Fabrice Guy sollte dies jedoch der einzige größere Erfolg bleiben. Nach zwei norwegischen Siegen durch Fred Børre Lundberg und Bjarte Engen Vik wurden die Olympischen Spiele von 2002 schließlich von einem Mann beherrscht: Samppa Lajunen. Dem Finnen gelang neben dem Sieg im Einzelrennen und mit der Mannschaft auch der Olympiasieg beim neu eingeführten Sprint. Mit insgesamt drei Gold- und zwei Silbermedaillen ist er vor dem Österreicher Felix Gottwald und dem Deutschen Ulrich Wehling, dem durch die damals nicht ausgetragenen Mannschafts- und Sprintwettbewerbe weitere Erfolge praktisch verwehrt blieben, der erfolgreichste Kombinierer bei Olympischen Spielen. Bei den Olympischen Spielen von 2006 konnte schließlich Georg Hettich mit seinem Sieg im Einzelrennen für die erste deutsche Einzelgoldmedaille seit 26 Jahren sorgen.
Im seit 1988 ausgetragenen Mannschaftswettkampf ist Österreich mit zwei Gold- und drei Bronzemedaillen die erfolgreichste Nation vor Japan, das bisher zwei Goldmedaillen erringen konnte. Den Nationen Deutschland, Norwegen und Finnland gelang jeweils ein Olympiasieg im Mannschaftsbewerb.
| Medaillenspiegel |                    |      |        |        |        |
| Platz            | Land               | Gold | Silber | Bronze | Gesamt |
| 1                | Norwegen           | 11   | 8      | 7      | 26     |
| 2                | Deutschland 1      | 7    | 4      | 7      | 18     |
| 3                | Finnland           | 4    | 8      | 2      | 14     |
| 4                | Österreich         | 3    | 2      | 7      | 12     |
| 5                | Frankreich         | 2    | 1      | 1      | 4      |
| 6                | Japan              | 2    | 1      | 0      | 3      |
| 7                | Vereinigte Staaten | 1    | 3      | 0      | 4      |
| 8                | Schweiz            | 1    | 2      | 1      | 4      |
| 9                | Russland 2         | 0    | 1      | 3      | 4      |
| 10               | Schweden           | 0    | 1      | 1      | 2      |
| 11               | Italien            | 0    | 0      | 1      | 1      |
| 11               | Polen              | 0    | 0      | 1      | 1      |

### Weltmeisterschaften
Ähnlich wie bei den Olympischen Spielen wurden die Nordischen Skiweltmeisterschaften von den Norwegern bis zum Beginn des Zweiten Weltkrieges dominiert. Die Erfolge der anderen Nationen, wie etwa der tschechische Dreifacherfolg bei den Weltmeisterschaften von 1927, sind auf die Nichtteilnahme Norwegens bzw. der Teilnahme ohne Topathleten zurückzuführen. Mit Johan Grøttumsbråten, Hans Vinjarengen und Oddbjørn Hagen gab es gleich drei norwegische Doppelweltmeister. Doch auch nach dem Zweiten Weltkrieg wurden die Medaillen weitestgehend unter den Skandinaviern verteilt. Bei den Nordischen Skiweltmeisterschaften von 1966 konnten schließlich die deutschen Kombinierer mit Georg Thoma und Franz Keller einen Doppelsieg und somit den zweiten Titelgewinn nach 1938 durch Gustav Berauer feiern. Mit Ulrich Wehling, Konrad Winkler (beide für die DDR startend) und Hermann Weinbuch überzeugten die deutschen Sportler auch in den folgenden Jahren. Von 1991 bis 1997 wechselten sich der Norweger Fred Børre Lundberg und der Japaner Kenji Ogiwara jeweils bei dem Weltmeistertitel im Einzelrennen ab. Bei den Nordischen Skiweltmeisterschaften von 1999 entschied Bjarte Engen Vik neben dem Einzelrennen auch den neu ausgetragenen Sprint für sich. Durch seine Titelverteidigung im Einzelrennen und den Erfolgen mit der norwegischen Mannschaft ist er mit fünf Gold- und drei Silbermedaillen der erfolgreichste Kombinierer bei Nordischen Skiweltmeisterschaften (Stand Winter 2013/2014).
Durch seinen Sieg im Sprint bei den Nordischen Skiweltmeisterschaften von 2001 holte Marko Baacke nach 16 Jahren wieder einen Einzeltitel nach Deutschland und verlieh dadurch der Nordischen Kombination in Deutschland einen enormen Aufwind. Eine Titelverteidigung war ihm infolge eines Trainingssturzes nicht möglich. Als Titelverteidiger nahm er an den Weltmeisterschaften 2003 teil, doch die erlittenen Verletzungen verhinderten ein gutes Abschneiden. Für weitere deutsche Erfolge sorgte Ronny Ackermann mit seinem Sieg 2003 im Einzel und dem Doppelsieg 2005 im Einzel und Sprint. Schließlich konnte Ackermann auch das Einzelrennen bei den Weltmeisterschaften 2007 für sich entscheiden. Damit ist er der erste Kombinierer in der Geschichte der Weltmeisterschaften, der dreimal in Folge Weltmeister bei Einzelwettkämpfen werden konnte.
Bei dem seit 1982 ausgetragenen Mannschaftswettbewerb führen die Norweger mit vier Erfolgen vor den Deutschen mit drei (BRD und DDR) und den Japanern, Österreichern und Finnen mit jeweils zwei Siegen (Stand Winter 2013/2014).

### Weltcup der Nordischen Kombination
Mehrere internationale Wettbewerbe pro Saison werden auch in dieser Sportart zu einem Weltcupwettbewerb zusammengefasst. Der Spitzenreiter in dieser Wertung trägt ein gelbes Trikot, der jeweils Beste in den Teildisziplinen Skisprung/Langlauf trägt ein blaues bzw. rotes Trikot. Der erfolgreichste Kombinierer in dem seit der Saison 1983/84 ausgetragenen Gesamtweltcup ist der Deutsche Eric Frenzel mit fünf Gesamtsiegen in Serie. Der Finne Hannu Manninen hat vier Gesamtsiege in Folge erreicht. Dahinter folgen der Japaner Kenji Ogiwara und der Franzose Jason Lamy Chappuis, die ihre drei Titelgewinne ebenfalls in Serie feiern konnte, sowie der Deutsche Ronny Ackermann mit ebenfalls drei Triumphen. Neben Eric Frenzel und Ronny Ackermann gelang mit Hermann Weinbuch erst drei Deutschen der Gewinn des Gesamtweltcups. Der zweimalige Gewinn des Gesamtweltcups gelang bisher dem Österreicher Klaus Sulzenbacher, dem Norweger Bjarte Engen Vik und dem Finnen Samppa Lajunen. Den seit der Saison 2000/01 ausgetragenen Sprintweltcup konnte bis zur Saison 2006/07, in der ihn der Franzose Jason Lamy Chappuis gewinnen konnte, auch stets der Sieger im Gesamtweltcup für sich entscheiden.
In der Bestenliste der Weltcupsieger (Stand: Saisonende 2017/18) führt indessen überlegen der Finne Hannu Manninen mit 48 Siegen vor Eric Frenzel mit 43 und Ronny Ackermann mit 28. Hannu Manninen konnte zwar mit diesen Erfolgen viele Jahre den Weltcup dominieren, wurde jedoch bei den großen internationalen Veranstaltungen meist zur tragischen Figur. So gelang ihm erst bei den Nordischen Skiweltmeisterschaften 2007 in Sapporo der erhoffte Einzeltitel bei einer Großveranstaltung.

## Bekannte Nordische Kombinierer
Aktuelle Titelträger
- Olympiasieger Normalschanze/10 km:  Eric Frenzel
- Olympiasieger Großschanze/10 km:  Johannes Rydzek
- Olympiasieger im Teamwettbewerb:  Deutschland mit Eric Frenzel, Vinzenz Geiger, Fabian Rießle und Johannes Rydzek

- Weltmeister im Einzelrennen von der Normalschanze:  Jarl Magnus Riiber
- Weltmeister im Einzelrennen von der Großschanze:  Johannes Lamparter
- Weltmeister im Teamwettbewerb von der Normalschanze:  Norwegen mit Espen Bjørnstad, Jørgen Graabak, Jens Lurås Oftebro und Jarl Magnus Riiber
- Weltmeister im Teamsprint von der Großschanze:  Österreich mit Johannes Lamparter und Lukas Greiderer

- Juniorenweltmeister im Einzelrennen (HS105/10 km):  Johannes Lamparter
- Juniorenweltmeisterin im Einzelrennen (HS105/5 km):  Gyda Westvold Hansen
- Juniorenweltmeister im Mixed-Teamwettbewerb:  Norwegen mit Eidar Johan Strøm, Marte Leinan Lund, Gyda Westvold Hansen und Andreas Skoglund
- Juniorenweltmeister im Teamwettbewerb:  Österreich mit Stefan Rettenegger, Thomas Rettenegger, Johannes Lamparter und Fabio Obermeyr

- Gesamtweltcupsieger der Saison 2020/21:  Jarl Magnus Riiber
- Gesamtweltcupsiegerin der Saison 2020/21:  Tara Geraghty-Moats

## Bundestrainer in der Nordischen Kombination
- Bundestrainer Team Deutschland
  - 1990–1992: Konrad Winkler
  - 1992–2023: Hermann Weinbuch (leitender Bundestrainer)
Stab: Bundestrainer Kai Bracht zuständig für den Sprung, Bundestrainer Holger Bauroth für Langlauf und Bundestrainer Ronny Ackermann für die Organisation
  - seit 2023: Eric Frenzel (leitender Bundestrainer, Langlauf)
Stab: Bundestrainer Kai Bracht und Heinz Kuttin, zuständig für den Skisprung[14]

## Sonstiges
Im Jahr 1990 wurden erstmals Wettkämpfe der Nordischen Kombination in einer Großstadt (Moskau) ausgetragen.
Ein seit langem erfolgreicher Wettkampf ist der Schwarzwaldpokal, um den 1966 erstmals gekämpft wurde.